# SN 1998bp
SN 1998bp – supernowa typu Ia odkryta 2 maja 1998 roku w galaktyce NGC 6495. Jej maksymalna jasność wynosiła 15,73m.